# Йоїті (Хоккайдо)

43°11′43″ пн. ш. 140°47′1″ сх. д. / 43.19528° пн. ш. 140.78361° сх. д.
Йої́ті (яп. 余市町, よいちちょう, МФА: [jo.it͡ɕi̥ t͡ɕoː]) — містечко в Японії, в повіті Йоїті округу Сірібесі префектури Хоккайдо. Станом на 1 жовтня 2008 року площа містечка становила 140,60 км². Станом на 31 березня 2017 населення містечка становило 19 454 осіб.